# Oberdorf-Helenenberg

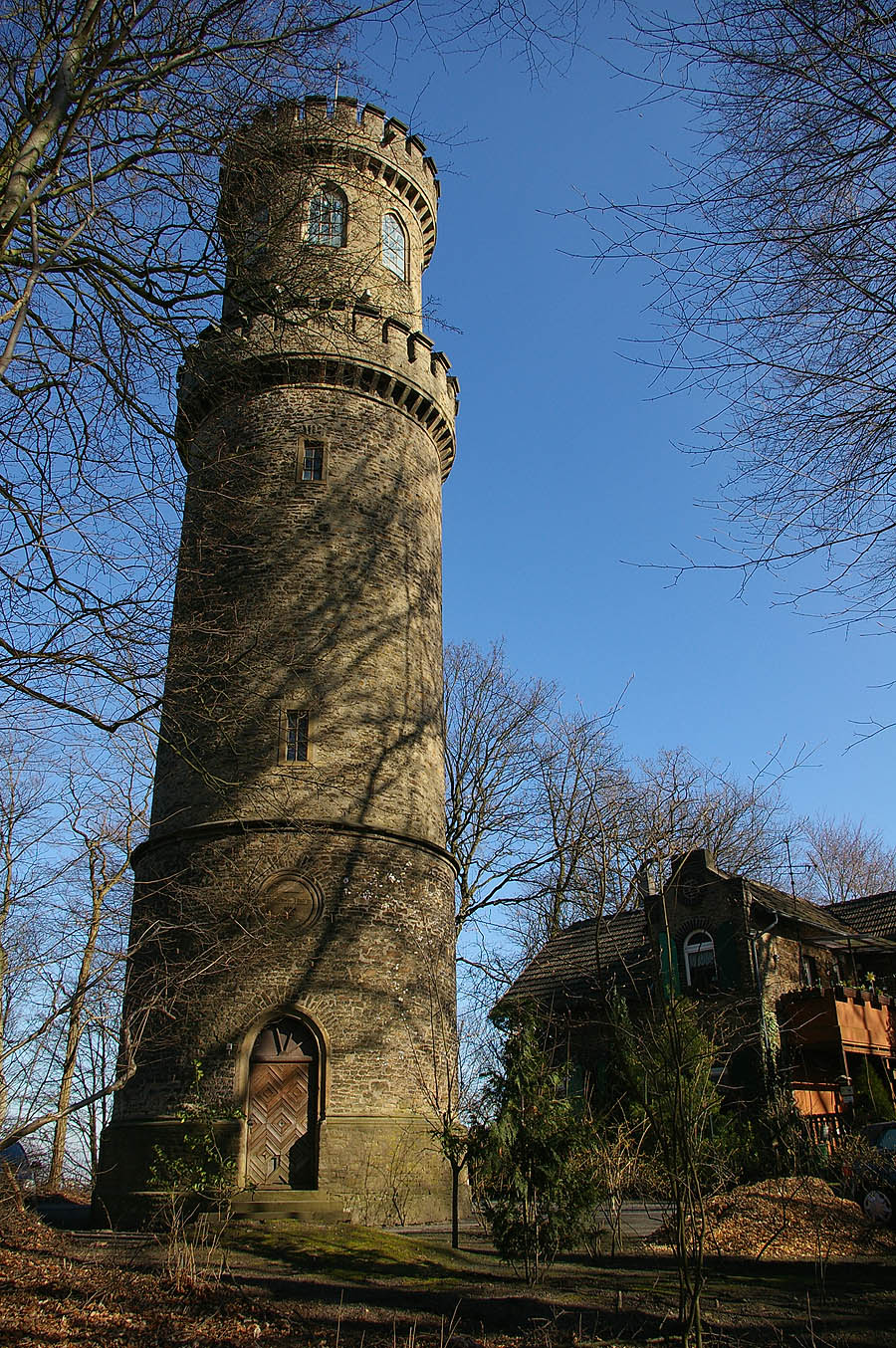
Helenenturm auf dem Helenenberg

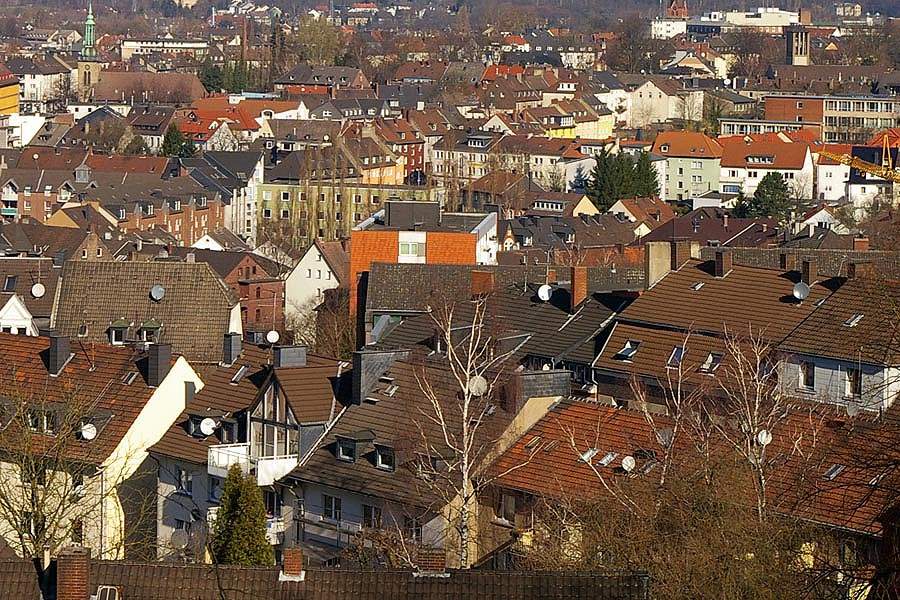
Der statistische Bezirk Oberdorf-Helenenberg von einer Anhöhe aus betrachtet

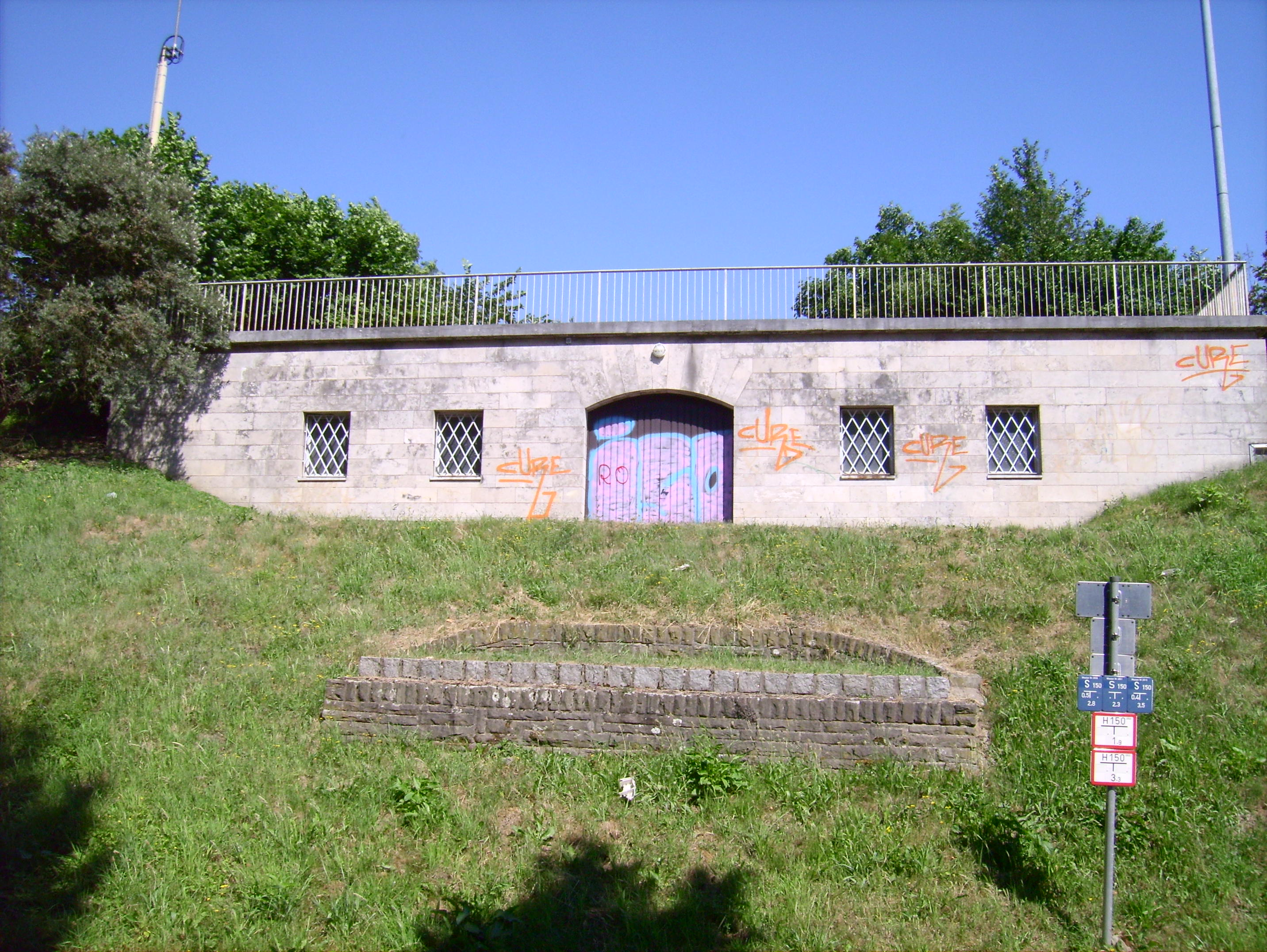
Eingang zur Pumpstation

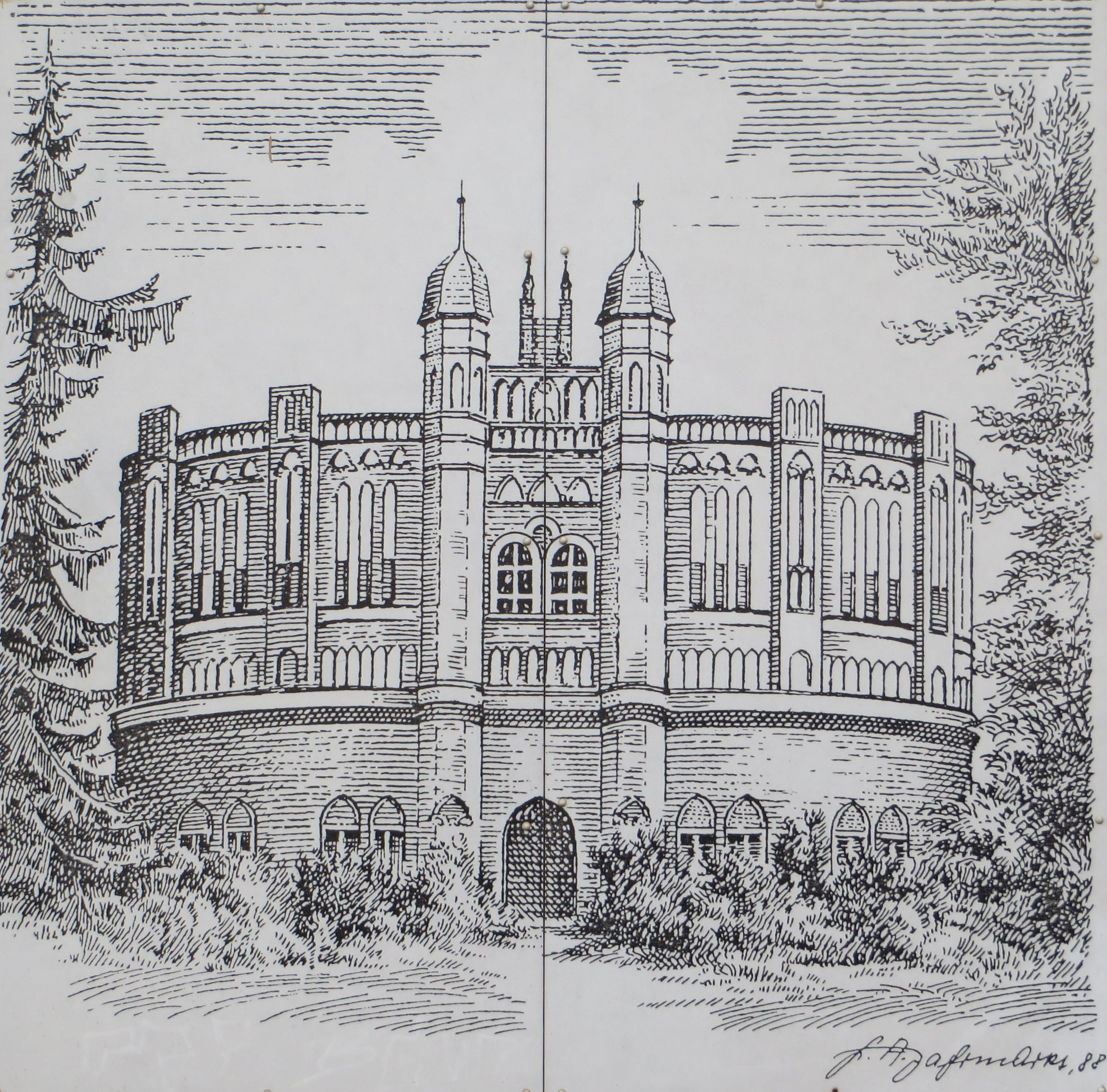
Ehemaliger Wasserhochbehälter, „Wasserschlösschen“

Oberdorf-Helenenberg ist ein Stadtteilbezirk von Witten-Mitte. Der statistische Bezirk geht nahtlos in den Stadtteilbezirk Innenstadt über. Der statistische Bezirk hatte am 31. Dezember 2015 insgesamt 6099 Einwohner.

## Geschichte
Noch lange vor der ersten urkundlichen Erwähnung Wittens im Jahr 1214 siedelten sich im Oberdorf erste Bauern an. Bis heute wurden keine Urkunden entdeckt, die die Ansiedlung datieren könnten. Die Heimatforschung geht davon aus, dass Witten aus zwei Parzellensiedlungen hervorgegangen ist, die sich im so genannten Oberdorf und dem Unterdorf angesiedelt haben. Das Oberdorf soll dabei im 10. Jahrhundert aus elf bis zwölf Höfen bestanden haben. Über die Bauern, die sich ansiedelten, ist nichts bekannt. Das Unterdorf ist heute ein Teil des Stadtteilbezirks Innenstadt. Es wurde im Verlauf der Industrialisierung vollkommen von der expandierenden Stadt absorbiert, selbst alt hergebrachte Straßenverläufe gingen in dieser Zeit zu einem Teil verloren, sodass es heute nur noch in Geschichtsbüchern existiert. Das Oberdorf lebt allerdings in den Straßennamen „Oberdorf“, „Oberstraße“ und „Obergasse“ weiter, die einen, wenn auch nicht ganz geschlossenen, Ring um den Bereich darstellen, der bis zur Industrialisierung das Oberdorf bildete.
Im Gegensatz zur Innenstadt mit seiner Fußgängerzone, Kaufhäusern und Geschäften, findet man in Oberdorf-Helenenberg vergleichsweise wenige Einzelhändler. Vier- bis fünfgeschossige Wohnbebauung prägt zu einem großen Teil das Gesicht des Stadtteilbezirks. Davon ausgenommen ist der Bereich direkt am Helenenberg.

## Helenenberg
Der Helenenberg stellt einen der letzten Ausläufer des Ardeygebirges dar. Zusammen mit dem Wittener Stadtpark und dem Hohenstein bildet er die „grüne Lunge“ von Witten-Mitte. Vor der Benennung in Helenenberg wurde das Gebiet als „Vor der Egge“ bezeichnet, wie aus alten Katasterkarten ersichtlich ist. Seinen heutigen Namen erhielt das Gebiet 1858, als der Justizrat Strohn im Gedenken an seine verstorbene Frau Helene einen Aussichtsturm auf der Egge errichten ließ, den er später der Stadt zum Geschenk machte. Von seiner Aussichtsplattform aus kann man, bei entsprechenden Wetterverhältnissen, bis weit nach Bochum und Dortmund hinein schauen.
Auf dem Helenberg errichtete die Stadt 1897 einen Wasserhochbehälter, der aufgrund seiner verspielten Architektur und zwei Türmen im Eingangsbereich von den Wittenern liebevoll „Wasserschlösschen“ genannt wurde. Nach Umbauarbeiten und einer weitestgehend unterirdischen Verlagerung der Pumpstation, wurde das Gebäude 1960 abgerissen. An seiner Stelle befindet sich heute ein Hügel, der bei Spaziergängern sehr beliebt ist.

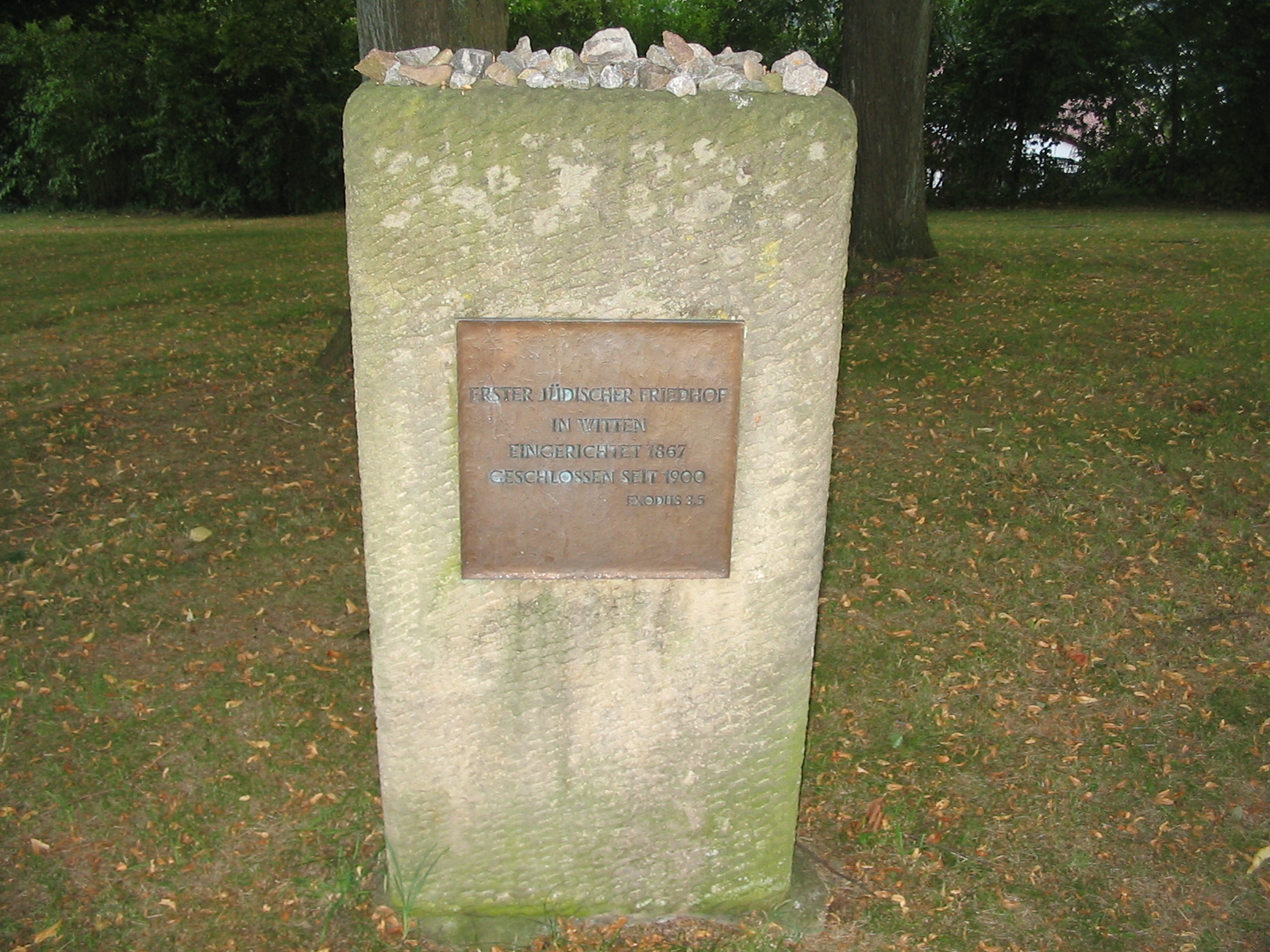
Gedenkstein für den ehemaligen jüdischen Friedhof auf dem Helenenberg

## Jüdischer Friedhof
Auf dem Helenenberg wurde der erste jüdische Friedhof in Witten angelegt. 1867 wurde er offiziell eröffnet, tatsächlich dürfte er allerdings zehn bis fünfzehn Jahre älter sein, denn schon seit 1844 fanden jüdische Gottesdienste in Witten statt. 1900 wurde der Friedhof geschlossen. Im Dritten Reich wurde er von den Nationalsozialisten eingeebnet. Heute erinnert ein Gedenkstein an diesen ersten jüdischen Friedhof.

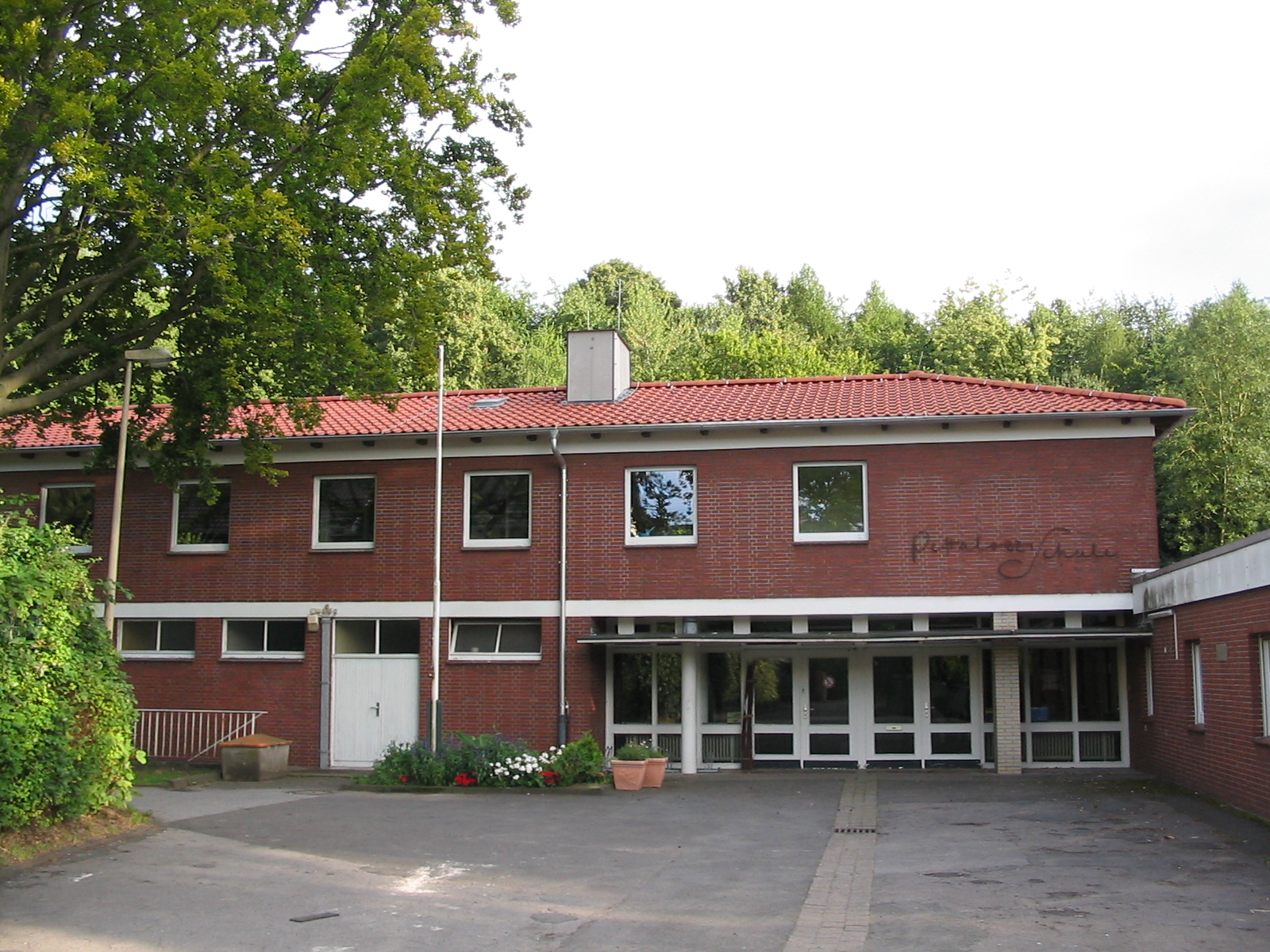
Pestalozzischule (Förderschule)

## Schulen
Im Stadtteilbezirk sind ein Gymnasium, eine Realschule, eine Hauptschule, das Wittener Berufskolleg (Berufsschulen) sowie die Förderschule der Stadt Witten angesiedelt. Zurzeit befindet sich außerdem noch die Bachschule, eine Grundschule, im Bezirk, die jedoch ihrer Auflösung entgegensieht.